# تپه قطه
تپه قطه مربوط به سده‌های اولیه دوران‌های تاریخی پس از اسلام است و در شهرستان ملایر، بخش سامن، دهستان حرم رود سفلی، روستای دهنو آورزمان واقع شده و این اثر در تاریخ ۲۵ آبان ۱۳۸۷ با شمارهٔ ثبت ۲۳۶۷۰ به‌عنوان یکی از آثار ملی ایران به ثبت رسیده است.